# 嘉峪関空港
嘉峪関空港（かよくかんくうこう、中国語: 嘉峪关酒泉机场）は中華人民共和国甘粛省嘉峪関市に位置する4D級の空港。嘉峪関市中心から14km（道路経由、直線距離で9km）離れている。

## 沿革
- 1938年 - 国民党政府の軍用飛行場として建設[4]
- 1953年7月1日 - 正式に開港[5]
- 2004年7月8日 - 甘粛機場集団公司及び嘉峪関機場公司が設立され、民航総局から移管[6]
- 2005年10月28日 - 拡張工事開始[7]
- 2006年3月1日 - 滑走路延長・拡幅工事に伴い一旦空港を閉鎖[7]
- 2006年8月4日 - 工事が終了し、等級4Dとなり再開[8]
- 2008年12月28日 - 拡張工事開始[9] 新空港ターミナルビルを建設予定[10]

## 主な就航航空会社と就航路線
- 中国東方航空（上海航空） - 上海浦東国際空港、北京首都国際空港[11]
- 大新華航空（海南航空） - 蘭州中川空港、西安咸陽国際空港[12]
- 四川航空 - 蘭州中川空港、成都双流国際空港
- 華夏航空（チャイナエクスプレス） - 蘭州中川空港、敦煌空港
- 中国聯合航空 - 北京南苑空港